# Kościół Trójcy Świętej w Graczach
Kościół Trójcy Świętej – rzymskokatolicki kościół parafialny położony jest przy ulicy Niemodlińskiej 83 w Graczach. Kościół należy do parafii Trójcy Świętej w Graczach w dekanacie Niemodlin, diecezji opolskiej. Dnia 13 listopada 1959 roku, pod numerem 624/59 świątynia została wpisana do rejestru zabytków województwa opolskiego.

## Historia kościoła
Historia kościoła sięga XIV wieku – po raz pierwszy w dokumentach parafia w Graczach wzmiankowana jest w 1376 roku, a kościół parafialny wzmiankowany jest w rejestrze świętopietrza z 1447 roku w archiprezbiteracie niemodlińskim. W XVIII wieku kościół funkcjonuje już pod wezwaniem Trójcy Świętej, jako kościół filialny parafii w Niemodlinie, a od 1890 roku jako filia parafii w Rogach. W 1950 roku, po ponownym erygowaniu parafii, kościół w Graczach staje się również kościołem parafialnym.